# Screencast
No confondre amb el terme Screenshot
El screencast o, en català, gravació de pantalla, és una gravació digital del que apareix en una pantalla d'un ordinador. Sovint inclou narració d'àudio, el qual pot provenir del propi ordinador com del micròfon d'aquest. El terme screencast es compara amb el de captura de pantalla però mentre que la captura de pantalla genera una sola imatge d'una pantalla d'ordinador, l'screencast és essencialment una pel·lícula dels canvis que passen al llarg del temps que l'usuari veu directament a una pantalla d'ordinador, millorant aquesta experiència amb la narració en àudio.

## Origen del terme
L'any 2004, el periodista Jon Udell va convidar als lectors del seu blog a proposar noms per aquest gènere emergent. Udell va seleccionar el terme "screencast", que vas ser proposat per Joseph McDonald i Deeje Cooley. Tot i això, abans de trobar-li un nom, ja existien programes que feien aquesta feina.
Els termes "screencast" i "screencam" sovint s'utilitzen indistintament a causa de la influència del mercat de ScreenCam com a producte de screencasting a principis dels anys 90. ScreenCam, però, és una marca comercial patentada als Estats Units, mentre que screencast és un concepte que no pertany a cap marca registrada i s'ha establert com a terme utilitzat lliurement en publicacions passant a formar part de la informàtica i d'Internet.
Pel que fa al seu ús a la resta del món, igual que en la majoria de casos amb paraules com bluetooth, programari, etc. la paraula screencast i screencasting s'ha mantingut tant en català com en castellà i s'inclouen dins la categoria d'anglicismes. Tot i això també podem referir-nos al concepte gravació de pantalla i gravadora de pantalla.

## Usos
Screencast pot ajudar a mostrar i demostrar l'ús de funcions d'un programari. La creació d'un screencast ajuda als desenvolupadors de programari a ensenyar el seu treball. Els educadors també poden utilitzar els screencasts com un altre mitjà per integrar la tecnologia al currículum. Els alumnes poden gravar vídeo i àudio, per així demostrar que segueixen adequadament els procediments per resoldre un problema en una pissarra interactiva.
Els Screencasts també són eines útils per als usuaris de programari ordinari: ajuden a presentar els errors, ja que els screencasts demostren el qual explicacions escrites potencialment poc clares no poden explicar. De la mateixa manera ajuden a mostrar als altres com es realitza una tasca determinada en un escenari informàtic específic. Són un gran recurs per crear els típics vídeos educatius del tipus "Com fer" alguna tasca, creant la sensació a l'espectador d'estar en presència d'un professor que els indica com funciona algun programa, a la manera de com ho fan els assistents virtuals.
Els organitzadors de seminaris dedicats a programari complex poden optar per registrar tot allò que s'ha de saber a través de la pantalla d'ordinador per poder documentar i posar en disposició de tots els assistents els continguts per futures referències i/o vendre aquests enregistraments, d'imatge + àudio, a persones fora del propi seminari, fent que el coneixement estigui disponible per un públic més ampli. En aquests casos, l'screencast ha aportat una gran millora, ja que l'ús d'una simple càmera de vídeo o gravadora d'audio no és suficient per a aquest tipus de tasques. Totes les feines que ara estan relacionades amb la informàtica necessiten enregistraments d'alta qualitat i amb els continguts fàcils per llegir de la pantalla que normalment no es pot aconseguir mitjançant una gravació de vídeo externa a l'ordinador. Són moltes les empreses que s'han adonat del potencial d'aquesta opció per entrenar als seus treballadors en les seves diferents feines.
A les aules, els professors i els estudiants poden utilitzar aquesta eina per crear vídeos per explicar, continguts, tant informàtics, com lingüístics, etc. Els clips poden fer que el temps a classe sigui més productiu tant per als professors com per als estudiants. Els screencasts poden augmentar el compromís i l'assoliment de conceptes de l'estudiant i també proporcionar més temps en què els estudiants poden treballar de manera col·laborativa en grups, utilitzant aquesta tècnica en els seus treballs acadèmics per ensenyar amb detall els diferents procediments mitjançant un aprenentatge cooperatiu i interactiu.
Tant en les aules com en els seminaris, aquesta forma de treballar permet a la gent que l'utilitza avançar o retrocedir el seu ritme de treball, ja que poden parar, avançar o revisar el contingut en qualsevol moment o punt de la gravació. Els screencasts són excel·lents per aquelles persones amb facilitat per les explicacions orals i visuals de contingut.
La majoria de les versions de prova d'un programa de screencasting apliquen sovint una marca d'aigua automàticament, estimulant als usuaris a comprar la versió de pagament per eliminar-la, tot i que cada cop hi ha més programes gratuïts dedicats a la gravació de pantalla.

## Screen capture filmmaking
L'screen capture filmmaking és un subgènere creat pels professionals de cinema dels Estats Units, que és una mica així com un rodatge basat en una pantalla. Aquest tipus de gènere interessa més enllà de la gravació del propi escriptori, donant importància als xats, fotos o videoconferències dels personatges, on reflecteixen les accions que es poden realitzar en un ordinador com moure el ratolí, l'aparició de notificacions, el moviment de pestanyes, etc. En aquest sentit dona una nova visió a l'espectador d'allò que se li està mostrant i està veient. Un punt de vista subjectiu completament modern i innovador en el sector audiovisual. D'aquesta manera sembla que l'espectador, més enllà del que diuen els actors, coneix una suma és gran de detalls sobre ells, ja que entra dins el seu món, on passen milers de coses a la vegada. És com una espècie de pla seqüència ja l'estructura de l'escriptori d'ordinador es manté durant tota la gravació i és dins d'aquesta on ocorren coses. És increïble com en un context tan banal com el d'utilitzar l'ordinador, quelcom que fem cada dia sense ni adonar-nos, com contenir a la vegada tants moviments, tants canvis de pantalla, tantes pestanyes que podria fins i tot arribar a aclaparar.
Pareu-vos a pensar quantes pestanyes teniu obertes ara mateix en el vostre ordinador; potser teniu oberta una per la música? Una altra és el document que esteu escrivint? I quantes pestanyes del navegador teniu obertes per cercar informació, quantes n'has obert i tancat en l'última hora? Pot arribar a semblar una ximpleria però la velocitat del nostre cervell fa treballem de manera mecànica i sense adonar-nos, ja que avui en dia els ordinadors estan preparats per suportar una suma d'informació i programes molt més gran del que podríem arribar a demanar-li. L'ordinador és el pla principal i igual que ens permet la multitasca, durant la gravació, en aquest cas, durant la pel·lícula ens permetrà veure més d'una acció a la vegada.
També és interessant el punt de vista des del que està pensat. Nosaltres veiem una pantalla d'ordinador adaptada a la pantalla del cinema i l'efecte que crea és que sembla que siguem nosaltres qui controlem aquella pantalla. El fet de ser quelcom tan proper i tan quotidià fa que sentis que en qualsevol moment puguis agafar el ratolí i moure tu el cursor per la pantalla. És un punt de vista completament subjectiu perquè tu veus en tot moment el que passa dins l'ordinador però no a fora. SÍ que és veritat que en molts casos, s'utilitza el recurs de la videotrucada, fet que fa que com a espectadors puguem veure qui està darrere el teclat i que li passa a aquella persona, ja que la veurem en la miniatura del xat. Però això normalment no ocórrer fins a mitjans de la pel·lícula. Aprofitant també el recurs de la trucada, juguen amb l'efecte que sembla que et parlin a tu directament. El tan anomenat trencament de la quarta paret on com a espectadors ens sentim interpel·lats directament pels personatges.
Un altre factor que fa especial aquest tipus de pel·lícules és els efectes sonors. En moltes d'elles, per no dir en totes, s'utilitza el recurs de jugar amb els sorolls del propi ordinador, sense música de fons. Els propis sons de notificació de les diferents aplicacions, el soroll del teclat quan el personatge tecleja, o el "click" del ratolí quan se selecciona alguna cosa fa que, sobre el silenci de l'escena, ens sentim molt més integrats a l'univers "pantalla". En aquest tipus de pel·lícules el protagonista no narra les seves accions com passa molts cops en els tutorials de screencast, sinó que veiem directament a la pantalla el que fa, i només sentirem la seva veu quan interactuï amb els altres personatges a través de Skype, FaceTime, etc. Així que, gran part de la narració és escrita directament a la pantalla, a través d'e-mails, missatges, xats, navegadors, els quals, els espectadors, llegim directament de la pantalla.
Per la crítica aquest tipus de pel·lícules són un canal per il·lustrar la creixent digitalització del món i la, cada vegada més mancant, connexió real. Però de la mateixa manera es considera una iniciativa interessant que demostra com les noves tecnologies poden ajudar-nos a l'hora d'explicar una història.
Per entendre-ho millor en posarem alguns exemples.

### Noah (2013)
Noah és un curtmetratge experimental que va ser presentat al Festival Internacional de Cinema de Toronto l'any 2013, on va obtenir el premi a millor curtmetratge. És la primera pel·lícula de screencapture filmmaking que es va presentar com a tal. Té una durada de 17 minuts els quals han estat anomenats per molts com "17 minuts d'ansietat 2.0".
Dirigida per Patrick Cederberg i Walter Woodman, com un projecte de classe a la Universitat de Ryerson, Noah és un metratge curt, que concentra un nivell d'angoixa i tensió brutals dins la pantalla d'un Apple Macintosh. Aquest curtmetratge ens porta d'un costat a l'altre de la pantalla, seguint el cursor, o més ben dit la mirada del protagonista. Podem conèixer la rutina del nostre protagonista Noah, obrir l'ordinador, introduir la contrasenya, i entrar a pàgines com Facebook, Skype, Google, iTunes, Chatroulette, etc. Podrem observar durant tota la pel·lícula que tots els dispositius que utilitzen pertanyen a Apple, l'ordinador Apple Macintosh, l'aplicació iTunes, el telèfon iPhone, etc.
És el propi protagonista, sota la nostra atenta mirada, qui decideix quina música sona, quina serà la propera acció, etc. En aquest cas veiem durant tota la pel·lícula el fons de pantalla, que sempre està allà i des del primer moment, i sense que se'ns digui res com a espectadors, podem saber que té parella, ja que es tracta d'una fotografia amb ella. També ens complementa la narració amb un screencast del telèfon mòbil del propi Noah per poder acabar d'explicar millor la història.
L'argument d'aquest curt arriba a un punt de paranoia del noi cap a la seva parella. Crítica l'efecte amplificador que té internet al voltant de la paranoia 2.0 i ho fa a través d'una forma de gravació que encara exagera més aquest univers.

### Open Windows (2014)
Open Windows és una pel·lícula del 2014 dirigida per Nacho Vigalondo, protagonitzada per Elijah Wood i Sasha Grey.
De la mateixa manera la pel·lícula es desenvolupa al voltant de la pantalla d'un ordinador, però amb la diferència que els diferents plans s'amplien i es presenten de manera completa a la pantalla. Barreja la gravació cinematogràfica amb la gravació de pantalla i en aquest sentit queda molt millor explicat perquè les imatges són de més qualitat i com a espectadors no perdem l'atenció mirant el que passa a la resta de pantalla, que com veiem a la pel·lícula, es presenta de manera caòtica.
En aquest cas no se centra en el vessant social, sinó que ho fa més aviat jugant amb la psicologia de l'espectador des del gènere de thriller. No ens pretén mostrar el món personal del protagonista a través del seu escriptori, no apareix la interfície de l'ordinador tal com la coneixem. S'allunya del curtmetratge Noah, en el sentit que no s'explica la seva vida a través de les pàgines que obra i tanca sinó que utilitza el dispositiu per exposar-nos diferents vídeos que articulen la història.
Com a espectadors podem veure a la vegada el que passa i la reacció del protagonista, ja que està constantment present a la pantalla a través de la webcam. Es crea una simbiosi perfecta entre allò que passa a la pantalla de l'ordinador, on apareixen diferents vídeos oberts, i la història del nostre protagonista que haurà de trobar la informació per salvar a la noia.
La manera en què utilitzen el recurs de l’screencast en aquesta pel·lícula és bastant diferent però també destacable, ja que va aportar una innovació al format de les pel·lícules del gènere thriller.

### Modern Family (2015)
La tan coneguda sèrie Modern Family amb actualment 10 temporades, sempre ha buscat noves formes de mantenir interessat al seu públic. La sèrie ens explica les històries i vivències de la família Pritchett, i les famílies que es creen al voltant seu, però amb 10 temporades en antena és molt important fidelitzar-se un públic, al qual ja tenen més que guanyat, però els responsables de la sèrie segueixen buscant constantment noves formes d'explicar les seves "historietes".
"Connection Lost", capítol traduït a l'espanyol com "Conexión perdida", va ser emès el dia 25 de febrer de l'any 2015, i correspon al capítol 16 de la temporada 6. La trama d'aquest episodi estè íntegrament articulat al voltant del que ocorre en la pantalla del MacBook d'una de les protagonistes, Claire Dunphy, el personatge interpretat per Julie Bowen. D'aquesta manera a través de la pantalla seguirem les comunicacions digitals que s'estableixen entre tota la família mentre ella es troba a l'aeroport.
En el capítol d'uns 20 minuts de duració aproximadament veurem com Claire, a qui sempre li agrada tenir-ho tot controlat, utilitza tota mena de dispositius, tals com FaceTime, Safari, iPhoto, Facebook, iMessages, etc. de manera atabalant, de la mateixa manera en què ho fem nosaltres en el nostre propi ordinador, amb moltíssimes pestanyes obertes, superposades. Ella es troba a l'aeroport i això ho podrem comprovar quan, en el moment que fa Facetime, apareix ella amb un croma darrere que representa els passadissos d'un aeroport.
En aquest sentit, la idea és semblant a la del curtmetratge Noah, ja que a través de la pantalla de l'ordinador podem veure tots els moviments que fa la protagonista, cosa que els propis personatges desconeixen, ja que nosaltres som els únics que ho veiem. Mentre Claire està operant a la vegada amb diferents aplicacions, multitasca, nosaltres podem veure en què està treballant mentre podem veure la cara dels personatges en FaceTime.
Toni Orcena, l'editor de la sèrie, amb una gran habilitat i una amplia experiència en el sector, va reconèixer que havia subestimat la dificultat tècnica que va suposar el capítol, ja que es va haver d'enfrontar a una nova forma de treballar molt complexa.

#### Apple
En el capítol podem veure com tots els personatges utilitzen productes Apple, cosa que possibilita que es puguin comunicar a través de FaceTime i iMessage les quals són aplicacions exclusives d'aquesta marca.
Els productors de la sèrie van donar a conèixer públicament que el capítol va ser gravat completament amb productes Apple. L'escriptori i les aplicacions que utilitzen van ser totes creades a partir d'animacions digitals però les tomes de càmera dels actors van ser gravades íntegrament amb iPhones, iPads i un MacBookPro. Amb el projecte del capítol es va plantejar que fossin els propis actors fossin qui subjectessin els dispositius però aquesta possibilitat es va descartar després que es comprovés que era difícil actuar a la vegada que controlaven la composició fotogràfica de l'escena. Tot i això es va voler conservar aquest afecte així que el càmera subjectava la càmera i l'actor subjectava al braç d'aquest.
No és el primer cop que la sèrie Modern Family col·labora amb Apple. Són molts els capítols on es menciona la marca o la preferència dels personatges pels seus productes. Apple ha confirmat que per aquest capítol i per molts altres ha proporcionat tota classe productes que han estat necessaris per rodar els episodis. L'empresa de Cupertino va fins i tot cedir a la productora un Mac Pro per realitzar tots els treballs de postproducció de l'episodi.

#### Crítica i rebuda per part del públic
Les crítiques al voltant d'aquest capítol són molt diverses però en general positives. Amb una nota de 9,5 a IMDb, és el episodi amb millor valoració de tota la temporada 6. Els espectadors estan dividits en dos bàndols.
Hi ha gent que pensa que el capítol és un plagi de la idea que va configurar el curtmetratge Noah (2013), i que, estant en contra d'aquest format de screencast apunten que és un capítol "impossible de veure, gens divertit, avorrit i un gran anunci d'Apple". És important remarcar que la productora ha assegurat que la companyia no els va pagar res per promocionar els seus productes, que el motiu principal de la seva col·laboració va estar que l'ús d'aquests dispositius va permetre poder emprar un tipus de recursos narratius específics que donaven peu a gags impossibles de generar amb altres dispositius.
D'altra banda hi ha molts seguidors de la sèrie que van gaudir com mai del episodi i parlen del "millor capítol de la temporada", destacant com està "hàbilment dirigit".

### Eliminado (2015)
Eliminado, Unfriended com a títol original, és una pel·lícula de terror basada en el screen capture filmmaking. Dirigida per Levan Gabriadze, és una combinació perfecta entre Noah i Open Windows.
D'aquest primer curtmetratge agafa la idea de centrar-se en l'escriptori d'un adolescent, en aquest cas, una adolescent, i tot el que ocorre dins d'ell. A través dels perfils de Facebook, Skype, etc. se'ns presenta als diferents personatges que estaran involucrats en la història. Però no es tracta de la típica pel·lícula d'adolescents perquè com hem dit de la segona, Open Windows, agafa el suspens que en aquest cas es convertirà en terror. Aquests adolescents experimentaran una sèrie d'esdeveniments paranormals al voltant de les seves xarxes socials i tot això se'ns mostrarà a través de la pantalla d'ordinador de Blaire Lily, la protagonista. Com a espectadors veurem com investiga aquests fenòmens mentre parla per Skype amb els seus companys els quals també estan aterrats. Aquest format de screencast, com ja hem comentat, ens introduirà de tal manera en l'argument que hi ha moments en què voldríem agafar el ratolí de l'ordinador i tancar-lo per deixar de veure les escenes tan esgarrifoses que ens mostra.
Des de la web cam dels protagonistes podrem com passen coses darrere seu, sense que els mateixos personatges se n'adonin. Veurem també com arriba un punt que sembla que l'ordinador deixi d'estar controlat per la mateixa protagonista, ja que acaben sent les xarxes socials qui actuen soles perquè com humans som incapaços de controlar el món de les màquines, ordinadors o tot allò que hi ha a Internet.
Com a novetat en aquest format, Eliminado, juga molt amb el fora de camp ja durant la pel·lícula nosaltres només veiem de manera estàtica la pantalla de l'ordinador però per la webcam podem veure com Blaire mira al seu voltant, sense poder veure nosaltres que mira. Al final de la mateixa pel·lícula veiem com es tanca de cop la pantalla de l'ordinador i fora del format screencast, apareix l'escena final sobre què hi havia darrere l'ordinador.

### Searching (2018)
Aquesta pel·lícula estrenada a Indonèsia en el 2018 i dirigida per Aneesh Chaganty, està gairebé completament construïda al voltant d'una pantalla d'ordinador o de smartphones. Es tracta d'una pel·lícula de misteri, que utilitzarà tota mena de xarxes socials des de FaceTime, fins a Reddit, entre d'altres per resoldre la desaparició de la seva filla.
Searching, és la pel·lícula que és capaç d'utilitzar la tecnologia de les petites pantalles tals com les d'un mòbil, per explicar una gran història. Planteja una immersió total en el món de Google i les xarxes socials a través de diferents dispositius que tots tant coneixem, les quals acaben estructurant les relacions humanes que planteja la pel·lícula. Ens il·lustra com el protagonista farà d'investigador, i serà capaç de descobrir el motiu pel qual la seva filla ha desaparegut i tot això des de l'únic escenari de la seva pantalla d'ordinador.